# Lasioglossum submetallicum
Lasioglossum submetallicum är en biart som först beskrevs av Raymond Benoist 1944.  Lasioglossum submetallicum ingår i släktet smalbin, och familjen vägbin. Inga underarter finns listade i Catalogue of Life.